# Baloda
Baloda é uma cidade e uma nagar panchayat no distrito de Janjgir-Champa, no estado indiano de Chhattisgarh.

## Geografia
Baloda está localizada a 22° 09′ N, 82° 29′ L. Tem uma altitude média de 280 metros (918 pés).

## Demografia
Segundo o censo de 2001, Baloda tinha uma população de 11 331 habitantes. Os indivíduos do sexo masculino constituem 51% da população e os do sexo feminino 49%. Baloda tem uma taxa de literacia de 66%, superior à média nacional de 59,5%; com 59% para o sexo masculino e 41% para o sexo feminino. 14% da população está abaixo dos 6 anos de idade.